# Хаджи, Юссуф
Юссуф Хаджи (араб. يوسف حجي‎; род. 25 февраля 1980[…], Ifrane Atlas-Saghir) — марокканский футболист, полузащитник. Выступал за сборную Марокко.

## Карьера
Юссуф начал профессиональную карьеру в 1998 году, в составе футбольного клуба «Нанси». За 5 лет в его составе провел 95 матчей, в которых забил 13 мячей.
В 2003 году перешел в состав ФК «Бастия». В его составе провел 61 матч, забил 13 мячей.
31 августа 2011 года, после четырёх лет в «Нанси», Хаджи вернулся в «Ренн» на один сезон с командой Лиги 1.
26 июня 2012 года Хаджи подписал двухлетний контракт с катарским клубом «Аль-Араби». Выведенный из-за травм на протяжении большей части сезона, он расторг свой контракт после всего лишь одного сезона, сыграв всего 8 матчей во всех соревнованиях.
Хаджи подписал двухлетний контракт с «Элязыгспор», но он расторг свой контракт в феврале из-за финансовых проблем в клубе, которые помешали ему получать зарплату.
В 2014 году вернулся в состав своего первого футбольного клуба «Нанси». За 4 года в его составе провел 122 матча, забил 34 мяча. В 2018 году завершил профессиональную карьеру.
С 2003 по 2012 года выступал за Сборную Марокко. Принимал участие в 4 Кубках африканских наций. За время в сборной проел 64 матча, забил 16 голов.